# Trest smrti v Andoře
Trest smrti v Andoře byl zrušen roku 1990. Poslední poprava zde byla vykonána dne 18. října 1943. Tehdy byl zastřelen popravčí četou Antoni Areny za vraždu svého bratra.
Andorra jako člen Rady Evropy podepsala a ratifikovala protokol č. 6 Úmluvy o ochraně lidských práv a základních svobod i protokol č. 13 Úmluvy o ochraně lidských práv a základních svobod. Protokol č. 6 byl ratifikován dne 22. ledna 1996 a vešel v platnost dne 1. února 1996. Protokol č. 13 byl ratifikován dne 26. března 2003 a v platnost vešel dne 1. července 2003.